# Antoinette Gasongo
Antoinette Gasongo (27 aprile 1996) è una judoka burundese.
Nel 2016 ha partecipato, grazie ad una wild card, ai Giochi olimpici di Rio de Janeiro perdendo al primo turno contro la portoghese Joana Ramos.